# Lijst van natuurparken in Luxemburg
Hieronder volgt een lijst van natuurparken in Luxemburg.
| Naam natuurpark                                                  | Foto |
| ---------------------------------------------------------------- | ---- |
| Natuurpark Our                                                   |      |
| Natuurpark Mëllerdall (Mullerthal/Petite Suisse luxembourgeoise) |      |
| Natuurpark Boven-Sûre (Haute-Sûre/Öewersauer/Obersauer)          |      |